# Гай Фабій Піктор (маляр)
Гай Фабій Піктор (*Gaius Fabius Pictor, д/н — після 304 до н. е.) — художник часів Римської республіки.

## Життєпис
Походив з патрциіанського роду Фабіїв. Син Марка Фабія. Про його життя відомо замало. Ймовірно більше захоплювався малярство, яке вивчав у грецьких та етруських майстрів. Відомий завдяки своїм художнім роботам. У 304 році до н. е. фресками розмалював храм Спасіння, який було зведено на честь перемоги римлян над самнітами. Саме з діяльності Гая Фабія (він за своє заняття отримав прізвисько Піктор, що перейшло до його нащадків) починається традиція давньоримського живопису.

## Родина
- Гай Фабій Піктор, консул 269 року до н. е.
- Нумерій Фабій Піктор, консул 266 року до н. е.